# 斯图尔特·威尔逊 (赛艇运动员)
斯图尔特·威尔逊（英語：Stuart Wilson，1954年—），英国男子赛艇运动员。他曾代表英国参加1979年世界赛艇锦标赛，获得男子轻量级四人单桨无舵手金牌。